# Cibogo (Darmaraja)
Cibogo is een bestuurslaag in het regentschap Sumedang van de provincie West-Java, Indonesië. Cibogo telt 2302 inwoners (volkstelling 2010).